# Радавчик (гміна Неджвиця-Дужа)
Радавчик (пол. Radawczyk) — село в Польщі, у гміні Неджвиця-Дужа Люблінського повіту Люблінського воєводства.
Населення — 245 осіб (2011).

## Демографія
Демографічна структура станом на 31 березня 2011 року:
|          | Загалом | Допрацездатний вік | Працездатний вік | Постпрацездатний вік |
| -------- | ------- | ------------------ | ---------------- | -------------------- |
| Чоловіки | 116     | 24                 | 78               | 14                   |
| Жінки    | 129     | 25                 | 68               | 36                   |
| Разом    | 245     | 49                 | 146              | 50                   |